# Uvaldia intersecta
Uvaldia intersecta är en mångfotingart som beskrevs av Loomis 1968. Uvaldia intersecta ingår i släktet Uvaldia och familjen Atopetholidae. Inga underarter finns listade i Catalogue of Life.